# Kodjo, Mentor en Present (2018)
Kodjo, Mentor en Present, ook geschreven met Codjo met C, is een herineringsplaquette die  in 2018 wed onthuld op het plein Kodjo, Mentor en Presentpren in Paramaribo, Suriname. In de buurt aan de Heiligenweg werd in 2000 nog een plaquette van Kodjo, Mentor en Present onthuld. Beide plaquettes zijn onthuld ter herinnering aan de verzetsstrijders Kodjo, Mentor en Present die de stadsbrand van Paramaribo van 1832 veroorzaakten.

## Stadsbrand van 1832
In januari 1832 had een brand bij het Gouvernementsplein al eens huizen in tien straten in de as gelegd, waaronder aan de Heiligenweg. In september van hetzelfde jaar ontstond een enorme stadsbrand aan de Heiligenweg. Deze was aangestoken in de winkel van Mozes Monsanto door de weggelopen slaven Kodjo, Mentor en Present. Vijftig panden gingen in rook op. Ze werden later opgepakt en ter dood veroordeeld. Een bijkomend gevolg was dat slaven sindsdien strenger gestraft werden.

## Onthulling
De plaquette werd op 19 oktober 2018 onthuld door minister Edgar Dikan van Regionale Ontwikkeling. Onder de aanwezigen bevonden zich onder andere districtscommissaris Mike Nerkust van Paramaribo-Noordoost, Henk Herrenberg, als initiatiefnemer van de Nationale Commissie Herdenking Jubileumjaren Iwan Wijngaarde van Feydrasi Fu Afrikan Srananman en directeur Elviera Sandie van het directoraat Cultuur.
Op het beeld zijn reproducties van de portretten van Kodjo, Mentor en Present te zien die in de jaren 1830 werden getekend door Gerrit Schouten. De tekst op de plaquette luidt als volgt:
"Op zaterdagmorgen 26 januari 1833 zijn de slaven Codjo, Mentor en Present op deze plek levend verbrand.

Met deze gruwelijke straf wilde het koloniale bestuur afrekenen met het verzet van moedige slaven die een daad wilden stellen tegen het onrecht van de slavernij."